# Mar adentro (álbum)
Mar adentro es el tercer álbum de estudio de la cantante colombiana Juliana, fue lanzado el 2 de noviembre de 2023. 
Cuenta con una versión del álbum lanzado el 1 de febrero de 2024, como banda sonora de su primer libro Homónimo. 

## Antecedentes
Con este álbum y el Libro Juliana busca rendirle homenaje a la Isla de San Andrés. Las canciones y la premisa del libro están basadas en varias historias que existen en la isla, principalmente en la historia de Joaquín, un pescador colombiano que salió a trabajar pero que nunca volvió a su casa. Cuenta también con una banda sonora para acompañar la lectura del libro y un documental. 

## Lista de canciones
- Álbum:

| Mar adentro |                               |                                                                              |          |  |
| N.º         | Título                        | Escritor(es)                                                                 | Duración |  |
| 1.          | «Cuando te encuentre»         | Daniela Cabrera Juliana Velásquez Nicolás Sorzano                            | 2:56     |  |
| 2.          | «Submarino»                   | Daniela Cabrera Juliana Velásquez Nicolás Sorzano Legreti                    | 2:51     |  |
| 3.          | «The Heaven»                  | Daniela Cabrera Juliana Velásquez Nicolás Sorzano Legreti                    | 2:52     |  |
| 4.          | «Paciente»                    | Daniela Cabrera Juliana Velásquez Nicolás Sorzano Juan Andrés Ospina Legreti | 3:07     |  |
| 5.          | «Mar adentro»                 | Daniela Cabrera Juliana Velásquez Nicolás Sorzano Legreti                    | 4:01     |  |
| 6.          | «Desde la orilla»             | Daniela Cabrera Juliana Velásquez Nicolás Sorzano Juan Andrés Ospina Legreti | 3:58     |  |
| 7.          | «Joaquín-version mar adentró» | Daniela Cabrera Juliana Velásquez Nicolás Sorzano Eduardo Fajardo Legreti    | 4:23     |  |
| 24:11       |                               |                                                                              |          |  |

- Banda sonora:

| Mar adentro (versión libro) |                               |                                                                              |          |  |
| N.º                         | Título                        | Escritor(es)                                                                 | Duración |  |
| 1.                          | «Inmersión»                   | Daniela Cabrera Juliana Velásquez Nicolás Sorzano Legreti                    | 1:13     |  |
| 2.                          | «Cuando te encuentre»         | Daniela Cabrera Juliana Velásquez Nicolás Sorzano                            | 2:56     |  |
| 3.                          | «Submarino»                   | Daniela Cabrera Juliana Velásquez Nicolás Sorzano Legreti                    | 2:51     |  |
| 4.                          | «The Heaven»                  | Daniela Cabrera Juliana Velásquez Nicolás Sorzano Legreti                    | 2:52     |  |
| 5.                          | «El ocaso»                    |                                                                              |          |  |
| 9.                          | «Paciente»                    | Daniela Cabrera Juliana Velásquez Nicolás Sorzano Juan Andrés Ospina Legreti | 3:07     |  |
| 10.                         | «Comulonimbus»                | Juliana Velásquez Nicolás Sorzano Legreti                                    | 0:54     |  |
| 11.                         | «'Cuando pase el desastre'»   | Juliana Velásquez Nicolás Sorzano Legreti                                    | 0:57     |  |
| 12.                         | «Mar adentro»                 | Daniela Cabrera Juliana Velásquez Nicolás Sorzano Legreti                    | 4:01     |  |
| 13.                         | «El último alhelí»            | Daniela Cabrera Juliana Velásquez Nicolás Sorzano Legreti                    | 1:33     |  |
| 14.                         | «Desde la orilla»             | Daniela Cabrera Juliana Velásquez Nicolás Sorzano Juan Andrés Ospina Legreti | 3:58     |  |
| 15.                         | «Joaquín-version mar adentró» | Daniela Cabrera Juliana Velásquez Nicolás Sorzano Eduardo Fajardo Legreti    | 4:23     |  |
| 32:12                       |                               |                                                                              |          |  |

## Nominación
| Año  | Premio               | Categoría                         | Resultado | Ref.  |
| ---- | -------------------- | --------------------------------- | --------- | ----- |
| 2024 | Premios Latin Grammy | Mejor álbum vocal pop tradicional | Nominado  | [ 6 ] |

## Historial de lanzamiento
| Región | Fecha                                | Sello                    | Formato                     | Ref   |
| ------ | ------------------------------------ | ------------------------ | --------------------------- | ----- |
| Varios | 2 de noviembre de 2023               | MUN Records Warner Music | Descarga digital, streaming | [ 7 ] |
| Varios | 1 de febrero de 2024 (Versión libro) | MUN Records Warner Music | Descarga digital, streaming | [ 8 ] |